# 栃木県指定文化財一覧
栃木県指定文化財一覧（とちぎけんしていぶんかざいいちらん）は栃木県指定の文化財や史跡等を一覧形式でまとめたものであるが、全てを掲載しているわけではない。

## 有形文化財

### 絵画
- 紙本著色　男体山伝説図〔さくら市〕

### 彫刻
- 木造足利歴代将軍坐像〔足利市〕※鑁阿寺が所有
- 木造大日如来坐像〔足利市〕※鑁阿寺が所有
- 木造不動明王坐像〔足利市〕※鑁阿寺が所有
- 薬師三尊及び十二神将像［鹿沼市、栃窪薬師堂　木喰・木食白道による作］

### 工芸品
- 曽我兄弟討入図鐔〔佐野市〕

### 書跡
- 小山家文書〔小山市〕

### 考古・歴史資料
- 田中正造遺品〔足利市〕※大矢立1・銅鉦1
- 田中正造遺品〔佐野市〕※木綿織
- 田中正造遺品〔佐野市〕※山岳帽・襦子袴・黒頭陀袋・合切袋（各1個）・紺脚絆・足

　　　　　　　　　　　　　袋覆（各1足）・小石（3個）

### 建造物
- 鑁阿寺御霊屋〔足利市〕
- 鑁阿寺太鼓橋〔足利市〕
- 鑁阿寺多宝塔〔足利市〕
- 鑁阿寺東門・西門〔足利市〕
- 鑁阿寺楼門〔足利市〕
- 輪王寺観音堂（香車堂）〔日光市〕
- 輪王寺行者堂〔日光市〕
- 岡部記念館（金鈴荘）〔真岡市〕[1]
- 安住神社本殿〔塩谷郡高根沢町〕
- 鷲子山上神社本殿・随神門〔那須郡那珂川町〕
- 山縣有朋記念館〔矢板市伊佐野〕
- 益子参考館上台（旧・濱田庄司邸離れ）[2]

## 無形文化財
- 石橋江戸神輿〔下野市〕

## 民俗文化財

### 有形民俗文化財
- 岡本家家伝薬関係 遺品一式〔宇都宮市〕
- とちぎの山車〔栃木市〕※とちぎ山車会館で保管

### 無形民俗文化財
- 関白獅子舞〔宇都宮市〕

## 記念物

### 史跡
- 宇都宮家の墓所（うつのみやけのぼしょ）〔芳賀郡益子町〕
- 西明寺境内（さいみょうじけいだい）〔芳賀郡益子町〕
- 県庁堀　附　漕渠 〔栃木市〕
- 釈迦堂殉死の墓及び譜代家臣の墓〔日光市〕※輪王寺に所在
- 田中正造旧宅〔佐野市〕
- 日光開山勝道上人誕生地（にっこうかいざんしょうどうしょうにんたんじょうち）〔真岡市〕
- 二宮尊徳の墓〔日光市〕
- 乃木希典那須野旧宅 〔那須塩原市〕
- 長岡百穴古墳（ながおかひゃくあなこふん）〔宇都宮市〕
- 笹塚古墳（ささづかこふん）〔宇都宮市〕
- 大塚古墳（おおつかこふん）〔宇都宮市〕
- 塚山古墳（つかやまこふん）〔宇都宮市〕
  - 塚山西古墳（つかやまにしこふん）〔宇都宮市〕
  - 塚山南古墳（つかやまみなみこふん）〔宇都宮市〕
- 児山城跡（こやまじょうあと）〔下野市〕

### 名勝
- 行道山浄因寺境内 〔足利市〕

### 天然記念物
- けやき〔宇都宮市〕[3][4]
- 出流原弁天池〔佐野市〕
- 縁結びの千本桂 - 県指定（昭和32年8月30日)〔鹿沼市〕

## 県選定保存技術
- 大畑家の武者絵のぼり〔芳賀郡市貝町〕

## 県選択無形文化財
- 湯西川湯殿山神社祭礼 〔日光市〕